# Melville-eiland (Australië)
Melville-eiland is een tropisch eiland in het noorden van Australië, in het district Noordelijk Territorium.

## Geografie
Het ligt in het westen van Arnhemland, ten noorden van Darwin. Melville-eiland is met een oppervlakte van 5.786 km² na Tasmanië het grootste eiland van Australië. Het is het op 102 na grootste eiland ter wereld. Melville- en Bathursteiland staan samen bekend als de Tiwi-eilanden.

## Geschiedenis
De Tiwi Aborigines leefden reeds 18.000 tot 20.000 jaar op het eiland. De eerste Europese vermelding van de Tiwi-eilanden staat op naam van Pieter Pieterszoon in 1636. Abel Tasman zeilde door de straat van Dundas tussen de Melville-eiland en het schiereiland Cobourg in 1644. Geen van beiden merkte op dat Bathurst en Melville twee aparte eilanden zijn. In 1705 verkende Maarten van Delft de eilanden met drie schepen en maakte voor het eerst contact met de Tiwi Aborigines. Ze werden met speren aangevallen toen ze aan land probeerden gaan. Vissers uit Makassar probeerden vanaf de 17e eeuw tot in het begin van de 20e eeuw handelsrelaties met de Tiwi aan te gaan maar in tegenstelling tot de contacten met andere groepen Aborigines bleven de Tiwi vijandig. In 1818 zag Phillip Parker King in dat de Tiwi-eilanden twee aparte eilanden waren en noemde ze Melville- en Bathursteiland.

### Fort Dundas
In 1824 werd op het eiland een nederzetting gesticht door kapitein Gordon Bremer. Hij was met drie schepen vanuit Port Jackson in Sydney naar het noorden van Australië gevaren met kapitein Barlow, luitenant John Septimus Roe, luitenant Everard, drieëntwintig soldaten van het 3e regiment, zesentwintig mariniers, een chirurg, drie medewerkers van het "commissariat", drie avonturiers en vierenveertig gevangenen. Het werd officieel gesticht op 21 oktober 1824 en naar de Britse staatsman Robert Dundas vernoemd. De vijandige Tiwi Aborigines, een moeilijke voedselvoorziening en het gebrek aan handelscontacten met Oost-Indië deden in 1828 besluiten tot het verlaten van de nederzetting.

### 20e eeuw
De kolonisten hadden hun waterbuffels op het eiland achter gelaten en in 1895 zag de ondernemer E.O. Robinson daar brood in. Hij organiseerde jachtpartijen op het eiland en verkocht de huiden. In twintig jaar tijd werden er 18.000 huiden verzameld. Buiten het jachtseizoen en toen de buffels langzaamaan verdwenen, richtte de aandacht zich op de Karntirrikanibomen. Tussen 1895 en 1916 waren er drie houtzagerijen actief op het eiland. In 1910 werd de Katholieke Kerk 4.000 hectare grondgebied toegewezen op Bathursteiland om er een missie te beginnen. De gemeenschappen die op beide eilanden uit de missie en het daaruit voortvloeiende overheidsbeleid ontstonden, ontwikkelden zich op Melville-eiland tot de residentiële centra Milikapiti en Pirlangimpi.
In 1942 tijdens de Tweede Wereldoorlog werd op Melville-eiland de eerste Japanse krijgsgevangene gevangen genomen. De Tiwi Aboriginesman Matthias Ulungura zag een vliegtuig neerstorten tijdens een luchtaanval, liet zijn familie achter in de bosjes en sloop naderbij. Daarop rende hij naar de man toe, nam zijn geweer af, duwde met zijn bijl in diens rug en zegde :"stick em up, I'm Hopalong Cassidy". De Japanse krijgsgevangene werd naar een krijgsgevangene kamp in Cowra in New South Wales gestuurd waar hij in 1944 een van de leiders van de Cowra-uitbraak zou worden waarbij 1.104 Japanse krijgsgevangenen probeerden te ontsnappen. In 2016 werd er op Bathursteiland een standbeeld opgericht om Matthias Ulungura en de bijdrage van de Aborigines tijdens de Tweede Wereldoorlog te herdenken en te eren.

## Flora van de Tiwi-eilanden
Eucalyptus- en Corymbiabomen beslaan 75% van het grondgebied van de Tiwi-eilanden. Zo'n 1300 plekken regenwoud zijn samen goed voor 160 km² regenwoud of 6 tot 15% van het totaal aan regenwoud in het Noordelijk Territorium. 920 km² bestaat uit zandduinen, mangroves en kwelders. Uit verschillende databases blijkt dat er 1.068 inheemse en 127 uitheemse planten te vinden zijn op de eilanden. Twintig soorten zijn bedreigd of kwetsbaar en 44 soorten zijn onzeker. Elf soorten zijn endemisch. De Tiwi-eilanden maken deel uit van de ecoregio Tiwi-Cobourg.